# Batman: The Video Game (jeu vidéo, 1989)
Pour les articles homonymes, voir Batman (homonymie) et Batman: The Video Game.
Batman: The Video Game (ou Batman) est un jeu vidéo développé et édité par la société japonaise Sunsoft sur Nintendo Entertainment System en 1989/1990. Le jeu est sorti en même temps que le film homonyme et présente, entre les niveaux, des scènes montrant les personnages du film. Malgré cela, le déroulement du jeu est différent. Une version pour Game Boy est sortie la même année.
Le jeu connait une suite sur NES en 1991 : Batman: Return of the Joker.

## Système de jeu
Batman est un jeu d'action/plateformes (appelé run and gun en anglais) ne possédant qu'un seul niveau de difficulté. Le jeu est découpé en cinq niveaux possédant chacun plusieurs aires et se terminant par l'affrontement avec un boss : Killer Moth, Machine Intelligence System, Electrocutioner, Dual Containment Alarm, Firebug et le Joker. Batman peut frapper avec ses poings, mais aussi utiliser 3 armes spéciales (batarang, pistolet, shurikens). Ces armes utilisent respectivement 1, 2 et 3 points d'arme, que Batman doit récolter au fur et à mesure du niveau. Batman a la capacité de rebondir d'un mur à un autre. À la fin du jeu, le joueur doit affronter le Joker. Le soin apporté aux graphismes, les musiques entraînantes et le gameplay irréprochable, font de ce jeu un classique de la console NES.